# 大橋洋一 (行政法学者)
大橋 洋一（おおはし よういち、1959年7月20日 - ）は、日本の行政法学者。学習院大学法科大学院教授。九州大学名誉教授。

## 略歴
静岡市生まれ。専門は行政法。都市法・社会法・環境法など幅広い分野で研究業績がある。法学博士（東京大学、1988年）（学位論文「行政規則の法的性格とその実態」）。
1978年、静岡県立静岡高等学校卒業、1982年、静岡大学人文学部法学科卒業、1988年、東京大学大学院法学政治学研究科博士課程後期課程修了（指導教官は塩野宏（東京大学教授））。1988年、 九州大学法学部助教授、1998年、九州大学法学部教授、1999年、九州大学大学院法学研究科教授、2000年、九州大学大学院法学研究院教授、2007年、九州大学名誉教授、学習院大学大学院法務研究科教授。
学外における役職
- 国地方係争処理委員会委員
- 行政不服審査会委員
- 平成18･19・20年度国家公務員採用I種試験試験専門委員(公共政策)
- 2007年～新司法試験考査委員(公法系)
- 地方分権改革有識者会議 提案募集検討専門部会構成員
- 福岡県国民保護協議会委員
- 福岡市情報公開審査会委員

## その他
妻は大橋眞弓明治大学大学院法務研究科教授

## 著書

### 単著
- 『行政規則の法理と実態』（有斐閣、1989年）
- 『現代行政の行為形式論』（弘文堂、1993年）
- 『行政法学の構造的変革』（有斐閣、1996年）
- 『対話型行政法学の創造』（弘文堂、1999年）
- 『行政法 現代行政過程論』（有斐閣、2001年／第2版、2004年）
- 『都市空間制御の法理論』（有斐閣、2008年）
- 『行政法1 現代行政過程論』（有斐閣、2009年／第5版、2023年）
- 『行政法2 現代行政救済論』（有斐閣、2012年／第4版、2021年）
- 『社会とつながる行政法入門』（有斐閣、2017年）
- 『対話型行政法の開拓線』（有斐閣、2019年）
- 『都市法』（有斐閣、2024年）

### 共編著・翻訳
- 『都市計画法の比較研究』（日本評論社、1995年）
- 『行政法判例集1――総論・組織法』（有斐閣、2003年／第2版、2006年／第3版、2013年）
- 『対話で学ぶ行政法』（有斐閣、2003年）
- 『行政法理論の基礎と課題――秩序づけ理念としての行政法総論』（東京大学出版会、2006年）
- 『政策実施』（ミネルヴァ書房、2010年）
- 『行政法判例集2――救済法』（有斐閣、2012年／第2版、2018年）
- 『災害法』（有斐閣、2022年）